# La Jeune France (chorale)
Pour les articles homonymes, voir Jeune France (homonymie).
La Jeune France est une association chorale, la doyenne des associations philanthropiques dunkerquoises, membre de l'ABCD (Association des Bals du Carnaval de Dunkerque), c'est-à-dire l'une des associations dont le bal se déroule au Kursaal de Dunkerque. Celui de la Jeune France s'appelle le « bal des Gigolos Gigolettes » et se déroule chaque année 3 jours après le mercredi des Cendres, c'est-à-dire le samedi, veille de la Bande de la Violette de Malo-les-Bains.

## Histoire
Au cours de l'année 1864, Gustave Bizet émet le souhait de travailler plus sérieusement et plus régulièrement à la musique. Le dimanche pourrait être mis à profit pour apprendre le solfège, les vocalises, et tout ce qui constitue l'art de la musique. L'idée fut accueillie avec plaisir, au jour de sa création la chorale disposait déjà d'une salle puisque les parents de l'un des membres du chœur tenaient le « Café du Soleil » sur la place Jean Bart, elle avait également un chef en la personne du professeur émérite Adolphe Piéters acquis à la cause du développement de la musique dans la ville.
La chorale va naitre reste plus qu'à lui donner un nom. Les dirigeants veulent un nom qui fédérateur et original, ils se tournent alors Théophile Gautier autour duquel s'est formé, en 1833, un groupe de jeune caractérisés par leurs théories artistique mais aussi par leurs costumes : « Les Jeunes-France ». L'idée fut acceptée et ainsi le nom que l'on donnera à l'association dunkerquoise sera « les Jeunes-France ». Cependant certains trouvaient, ce nom trop peu modeste et finalement on adopta le nom « Association Chorale La Jeune France ». C'est sous ce nom que la chorale allait bientôt se faire connaître à travers toute la France.
L'association est officiellement créée le 22 mars 1864 à 20h30, au cours de la ratification de l'acte fondateur.

## La Jeune France auXXIesiècle
L'association est présente sur les trois axes qui composent sa devise : « Art, Plaisir, Charité ».